# 淮安站
淮安站是位于江苏省淮安市淮阴区的一个铁路车站。该站现办理客货运业务，有新靖线（原新长铁路）经过，车站及其上下行区间未电气化。车站距离新沂站122公里，隶属上海铁路局，是二等站。

## 历史
车站建于2001年，建成时名为淮安北站，建成初期仅办理货运业务。2006年起开始改造为为客运站。2007年车站改造完成后更名为淮安站，承接原淮安站的大部分列车的客运业务。原淮安站则同时更名淮安南站。

## 车站结构

### 站场

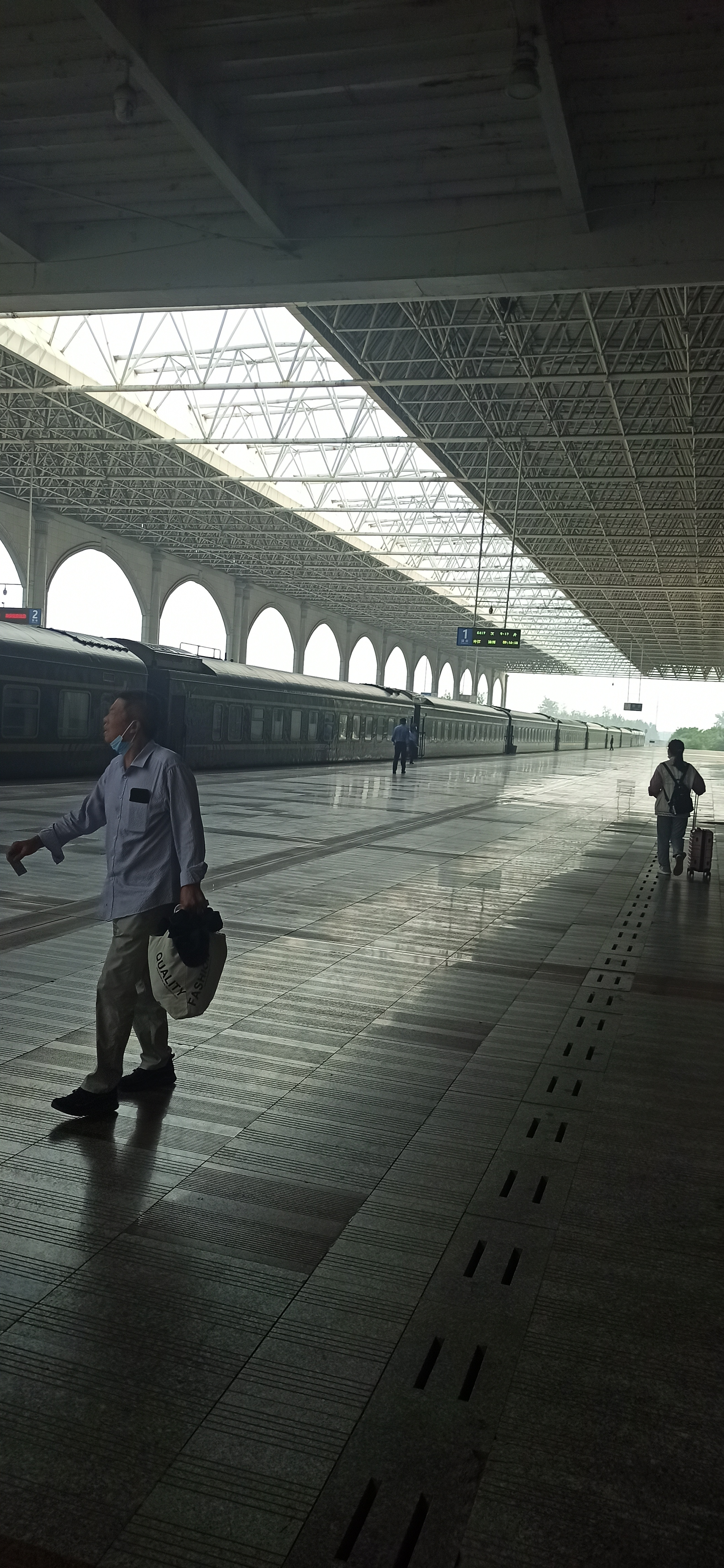
车站站台

淮安站设有3条旅客列车到发线，1座基本站台和1座中间站台。
| 3站台    | 新长铁路 列车              |
| 岛式站台 |                            |
| 2站台    | 新长铁路 列车              |
| 正线     | 新长铁路 通过列车          |
| 1站台    | 新长铁路 列车              |
| 侧式站台 |                            |
| 站房     | 进站口、售票、候车、检票口 |

（目前新长铁路淮安站只使用1站台，其余站台已关闭不再使用。）

## 車站周邊
- 淮安汽车北站
- 淮阴区体育健身中心
- 淮阴城北医院
- 半岛假日酒店
- 淮安市农业科技信息大学